# Небојша Марић
Др Небојша Марић (Чачак, 19. август 1973) српски је лекар, грудни хирург, доктор медицинских наука и професор на Медицинском факултету ВМА, активни пуковник санитетске службе Војске Србије и начелник Одељења за грудну хирургију ВМА.

## Биографија
Рођен је 19. августа 1973. у средишњем делу централне Србије у граду Чачку. Рaно детињство проводи у Прибоју на Лиму, а од 1979. године са породицом се сели у Баточину где као носилац Вукове дипломе завршава Основну школу. Прву крагујевачку гимназију завршава са одличним успехом 1992. године након чега уписује медицинске студије на Универзитету у Крагујевцу. У доктора медицине бива промовисан 1999. године. Недуго затим одлази на одслужење редовног војног рока у Београд где у саставу 161. класе завршава Школу резервних официра Санитетске службе након чега бива распоређен у Краљево где обавља обавезни лекарски стаж.
По повратку са одслужења војног рока Марић кратко врши дужности лекара у Дому здравља Баточина, да би убрзо ступио у професионалну војну службу након чега као активни санитетски потпоручник Војске Југославије, бива постављен за начелника Санитетске службе у Краљеву. На овом положају остаје до 2004. године, када добија прекоманду за Београд како би почео са даљим усавршавањем на ВМА. Специјалистичке студије из области грудне хирургије завршава 2009. године на ВМА након чега даљи рад наставља као лекар специјалиста на Другом одељењу Клинике за грудну хирургију ВМА. На место Начелника Кабинета за грудну хирургију ВМА бива постављен 2010. године, а 2015. године изабран је за асистента на катедри за хирургију Медицинског факултета ВМА. Исте године добија признање у виду позива да у Прагу пред водећим светским грудним хирурзима одржи предавање о својој хируршкој техници при извођењу ВАТС паратиреоидектомије.
Две године касније на Универзитету у Крагујевцу одбранивши докторску дисертацију на тему из области минимално инвазивне грудне хирургије стиче звање доктора медицинских наука.

## Стручна усавршавања у иностранству
Током свог професионалног рада показује посебно интересовање за област минимално инвазивне грудне хирургије – Video Assisted Thoracoscopiс Surgery (VATS). Како би унапредио своју хируршку вештину  одлази у Словенију, Шпанију, Немачку и Кину на стручна усавршава код водећих светских експерата из области минимално иназивне грудне хирургије. Посебно велики утицај на његов даљи рад остварилa су искуства стечена у Словенији и Кини.
Као млади специјалиста 2011. године одлази у Словенију где у Универзитетској клиници за плућне болести и алергију Голник уз др Марка Битенца усавршава своје вештине из класичне мултипорталне ВАТС хирургије. По повратку почиње да примењује стечена знања и да у све већем броју грудно хируршких интервенција уместо радикалог отварања грудног коша примењује минимално инвазивни мултипортални ВАТС приступ.
Током прве половине друге деценије 21. века долази до великог еволутивног помака у ВАТС хирургији када се, поред минимално инвазивног мултипорталног ВАТС приступа, појављује још мање инвазиван унипортални ВАТС приступ. Марић, сада са већ богатим искуством из класичне мултипорталне ВАТС хирургије, 2016. године одлази у Шангај на усавршавање из унипорталне ВАТС хирургије где у највећој плућној болници у Кини, Универзитетској плућној болници Шангај (Shanghai Chest Hospital) на Тонги универзитету (Tongji University), има привилегију да своју унипорталну технику усаврши уз чувеног др Диега Гонзалес Риваса (Diego Gonzalez Rivas), родоначелника унипорталне ВАТС хирургије.
По повратку из Шангаја почиње да већину својих ВАТС операција изводи унипорталним приступом, па тако убрзо изводи прве операције у Србији којима се цео режањ плућа (унипортална ВАТС лобектомија), као и цело плуће (унипортална ВАТС пнеумонектомија) одстрањују кроз један међуребарни рез од 3 центиметра. Примена ове технике омогућила је да се значајно смањи траума код пацијената и омогући њихов бржи повратак свакодневном животу.
Дугогодишњи рад, развој оперативне технике и видљиви резултати у области минимално инвазивне грудне хирургије бивају препознати од стране интернационалне стручне јавности, те у марту 2019. године у Прагу постаје сертификовани инструктор за видео асистиране анатомске ресекције плућа. Два месеца касније, на позив Европске асоцијације кардио-торакалних хирурга (EACTS), одлази у Берлин како би у склопу међународног курса посвећеног минимално инвазивној лобектомији (Lobectomy) учествовао у теоријској и практичној обуци младих колега из разних делова света.

## Чланства у организацијама
- Српско лекарско друштвo
- Члан председништва грудних хирурга Србије при Српском лекарском друштву
- Лекарскa коморa Србије
- Удружења ендоскопских хирурга Србије
- Европско удружењe грудних хирурга

## Приватно
Ожењен је супругом Драганом са којом има троје деце: Неду (2002), Наталију (2008) и Николу (2010)